# Stereoanlæg
Et stereoanlæg er et musikanlæg typisk bestående af en lydkilde, en forstærker og to højttalere. Med et stereoanlæg kan man høre musik og lyd stereofonisk, det vil sige, at man kan opleve lyden som kommende fra flere vinkler, og som et 3-dimensionelt lydbillede. Modsætningen er en monohøjttaler, der ikke er i stand til at gengive lyden 3-dimensionelt.